# Język dela-oenale
Język dela-oenale, także: dela, delha, oe nale, rote, rote barat, roti – język austronezyjski używany w indonezyjskiej prowincji Małe Wyspy Sundajskie Wschodnie, na zachodnim wybrzeżu wyspy Rote (Roti).
Według danych z 2002 r. posługuje się nim 7 tys. osób. Składa się z dwóch dialektów: dela (delha), oenale (oe nale).
W użyciu są również języki malajski Kupangu i indonezyjski.
Nazwa „roti” (lub rote) określa również szereg innych języków wyspy (bilba, dengka, lole, rikou, termanu, tii), czasem rozpatrywanych jako dialekty jednego języka roti. 